# Xestia rogneda
Xestia rogneda là một loài bướm đêm trong họ Noctuidae.